# Bafut
Bafut es un municipio del departamento de Mezam de la región del Noroeste, Camerún. En noviembre de 2005 tenía una población censada de 57 930 habitantes.
Se encuentra ubicado cerca de la frontera con Nigeria.